# Lourenço Soares de Valadares
Lourenço Soares de Valadares II  (c. 1299) foi um rico-homem e conselheiro dos reis Afonso III e Dinis I de Portugal. Foi tenente de Riba Vouga em 1273 e de Riba Minho entre 1279 e 1287. Foi o 4.º senhor de juro e herdade de Tangil. Teve bens em Valadares e no julgado de Refójos de Riba d'Ave. A última vez que aparece na documentação foi em 1298.

## Relações familiares
Foi filho de Soeiro Pais de Valadares e de Estevaínha Ponce de Baião, filha de Ponço Afonso de Baião e de Mor Martins de Riba de Vizela. Era neto de Paio Soares de Valadares I e bisneto de Soeiro Aires de Valadares e de sua esposa Maria Afonso de Leão, filha ilegítima do rei Afonso IX de Leão e Teresa Gil de Soverosa.
Casou por duas vezes, a primeira com  Maria Mendes II de Sousa, filha de Mem Garcia de Sousa e de Teresa Anes de Lima, de quem teve:
- Inês Lourenço de Valadares (ou de Sousa), casou com Martim Afonso Chichorro.[12][13]

O segundo casamento foi com Sancha Nunes de Chacim, filha de Nuno Martins de Chacim e de sua segunda esposa, Teresa Nunes Queixada, de quem teve oito filhas:
- Branca Lourenço de Valadares, casou depois de 1306 e antes de 1313 com Martim Anes de Briteiros,[15][16] filho de João Rodrigues de Briteiros  e de Guiomar Gil de Soverosa.[17] Foi amante do rei D.Dinis,[18] de quem teve, segundo se julga, a infanta D. Maria, falecida em 1320, sepultada em Odivelas;[19]
- Berengária Lourenço de Valadares, casou com D. Afonso Teles Raposo;[20][10][16]
- Aldonça Lourenço de Valadares, não foi casada, mais teve dois filhos com Pedro Fernandes de Castro,[20] senhor de Lemos e Sárria: Inês de Castro,[10] a amada do rei D. Pedro I de Portugal, com quem teve quatro filhos; e a Álvaro Pires de Castro,[10] conde de Arraiolos e o primeiro condestável de Portugal;
- Joana Lourenço de Valadares,[16] foi comendadeira no Mosteiro de Santos;[20]
- Constança Lourenço de Valadares, foi freira no Mosteiro de Arouca em 1342;[20][16]
- Beatriz Lourenço de Valadares, foi freira no Mosteiro de Arouca em 1342;[20][16]
- Guiomar Lourenço de Valadares, esposa de Gomes Lourenço de Abreu.[16][a]
- Maria Lourenço de Valadares, casada com Soeiro Afonso Tangil.[16]

Fora do matrimónio, teve, com Sancha Pires de Mozelos:
- Fruilhe Lourenço de Valadares, casada com João Esteves, filho de Estevão Anes, Alcaide-mor da Covilhã.[11]